# クリスチャン・キャンベル
クリスチャン・キャンベル（Kristian Campbell、2002年6月28日 - ）は、アメリカ合衆国テネシー州チャタヌーガ出身のプロ野球選手（内野手、外野手）。右投右打。MLBのボストン・レッドソックス所属。
愛称は、KC、Kキャンプ、セクシーレッド。

## 経歴

### プロ入りとレッドソックス時代
2023年のMLBドラフト4巡目（全体132位）でボストン・レッドソックスから指名された。契約後はルーキー級フロリダ・コンプレックスリーグ（FCL）のFCLレッドソックスでプロデビュー。シーズン終盤にはA+級グリーンビル・ドライブに昇格。この年は2球団合計で22試合に出場し、打率.309、1本塁打、5打点を記録した。
2024年はA+級グリーンビルで開幕を迎え、6月4日にAA級ポートランド・シードッグスに昇格。8月20日にはAAA級ウースター・レッドソックスに昇格。この年は3チーム合計で115試合に出場し、打率.330、20本塁打、77打点、24盗塁という好成績を挙げた。ベースボール・アメリカ誌のプロスペクトランキングで全体4位にランクインしたほか、USAトゥデイ紙が選ぶマイナーリーグ最優秀選手に選出されるなど、野球メディアから高い評価を受けた。
2025年3月28日に開幕ロースター入りし、開幕戦のテキサス・レンジャーズ戦で「6番・二塁手」で先発出場してメジャーデビューを果たした。4月2日にはレッドソックスと8年総額6000万ドルの延長契約を結んだ。デビューして数試合のみの選手としては、極めて異例の対応であった。メジャーデビュー後、開幕17試合連続で出塁しレッドソックス史上2番目に多い連続出塁を記録した。4月末までに打率.301、出塁率.407、長打率.495、OPS.902、4本塁打、12打点を記録し、4月のア・リーグルーキー・オブ・ザ・マンスを受賞した。

## 家族
高校教師の父親と会計士の母親の間で生まれた3人兄弟の長男である。また、キャンベルの父親はテネシー大学でフットボールをプレーしていた。

## 詳細情報

### 背番号
- 28（2025年 - ）